# Каракудукский сельсовет
Каракудукский сельсовет — сельское поселение в Акбулакском районе Оренбургской области Российской Федерации.
Административный центр — посёлок Каракудук.

## История
Статус и границы сельского поселения установлены Законом Оренбургской области от 2 сентября 2004 года № 1424/211-III-ОЗ «О наделении муниципальных образований Оренбургской области статусом муниципального района, городского округа, городского поселения, установлении и изменении границ муниципальных образований».

## Население
| 2010 | 2012 | 2013 | 2014 | 2015 | 2016 | 2017 |
| ---- | ---- | ---- | ---- | ---- | ---- | ---- |
| 737  | ↘709 | ↘689 | ↗690 | ↘640 | ↘617 | ↘610 |
| 2018 | 2019 | 2020 | 2021 |      |      |      |
| ↘602 | →602 | ↘576 | ↘553 |      |      |      |

## Состав сельского поселения
| № | Населённый пункт | Тип населённого пункта          | Население |
| - | ---------------- | ------------------------------- | --------- |
| 1 | Весёлый Второй   | село                            | 196       |
| 2 | Каракудук        | посёлок, административный центр | 515       |
| 3 | Юрьевка          | село                            | 26        |